# WTA Tour 2012
Die WTA Tour 2012 war der 42. Jahrgang der Damentennis-Turnierserie, die von der Women’s Tennis Association ausgetragen wird.
Die Teamwettbewerbe Hopman Cup und der Fed Cup werden wie die Grand-Slam-Turniere nicht von der WTA, sondern von der ITF organisiert. Hier werden sie dennoch aufgeführt, da die Spitzenspielerinnen auch diese Turniere in der Regel spielen.

## Änderungen
Gegenüber 2011 erfuhr der Turnierkalender die folgenden Änderungen:
- Einige Turniere wurden anders eingestuft. Das WTA Brisbane ist jetzt ein Turnier der Kategorie Premier (bisher: International), das WTA Doha eines der Kategorie Premier 5 (bisher: Premier), das WTA Dubai hingegen jetzt Premier (bisher: Premier 5)
- Das WTA Tournament of Champions wird von 2012 bis 2014 in Sofia ausgetragen (2009 bis 2011 auf Bali).

## Turnierplan
| Kategorie              |
| ---------------------- |
| Grand Slam             |
| Jahresendveranstaltung |
| Premier Mandatory      |
| Premier 5              |
| Premier                |
| International          |

| Sonstige          |
| ----------------- |
| Hopman Cup        |
| Fed Cup           |
| Olympische Spiele |

### Erklärungen
Die Zeichenfolge von z. B. 128E/96Q/64D/32M hat folgende Bedeutung:

128E = 128 Spielerinnen spielen im Einzel

96Q = 96 Spielerinnen spielen die Qualifikation

64D = 64 Paarungen spielen im Doppel

32M = 32 Paarungen spielen im Mixed

### Januar
| Datum 1 | Turnier | Sieger(in)                                    | Finalgegner(in)                     | Ergebnis              |
| ------- | --- | --------------------------------------------- | ----------------------------------- | --------------------- |
| 02.01.  | Hyundai Hopman Cup Perth, Australien ITF – A$ Hartplatz | Petra Kvitová Tomáš Berdych                   | Marion Bartoli Richard Gasquet      | 2:0                   |
| 02.01.  | Brisbane International Brisbane, Australien Premier – 655.000 $ Hartplatz – 32E/32Q/16D                                                                      | Kaia Kanepi                                   | Daniela Hantuchová                  | 6:2, 6:1              |
| 02.01.  | Brisbane International Brisbane, Australien Premier – 655.000 $ Hartplatz – 32E/32Q/16D                                                                      | Nuria Llagostera Vives Arantxa Parra Santonja | Raquel Kops-Jones Abigail Spears    | 7:62, 7:62            |
| 02.01.  | ASB Classic Auckland, Neuseeland International – 220.000 $ Hartplatz – 32E/32Q/16D                                                                           | Zheng Jie                                     | Flavia Pennetta                     | 2:6, 6:3, 2:0 Aufgabe |
| 02.01.  | ASB Classic Auckland, Neuseeland International – 220.000 $ Hartplatz – 32E/32Q/16D                                                                           | Andrea Hlaváčková Lucie Hradecká              | Julia Görges Flavia Pennetta        | 6:72, 6:2, [10:7]     |
| 09.01.  | Apia International Sydney Sydney, Australien Premier – 637.000 $ Hartplatz – 30E/48Q/16D                                                                     | Wiktoryja Asaranka                            | Li Na                               | 6:2, 1:6, 6:3         |
| 09.01.  | Apia International Sydney Sydney, Australien Premier – 637.000 $ Hartplatz – 30E/48Q/16D                                                                     | Květa Peschke Katarina Srebotnik              | Liezel Huber Lisa Raymond           | 6:1, 4:6, [13:11]     |
| 09.01.  | Moorilla Hobart International Hobart, Australien International – 220.000 $ Hartplatz – 32E/32Q/15D                                                           | Mona Barthel                                  | Yanina Wickmayer                    | 6:1, 6:2              |
| 09.01.  | Moorilla Hobart International Hobart, Australien International – 220.000 $ Hartplatz – 32E/32Q/15D                                                           | Irina-Camelia Begu Monica Niculescu           | Chuang Chia-jung Marina Eraković    | 6:74, 7:64, [10:5]    |
| 16.01.  | Australian Open Melbourne, Australien Grand Slam – A$ Hartplatz – 128E/96Q/64D/32M                                                                           | Wiktoryja Asaranka                            | Marija Scharapowa                   | 6:3, 6:0              |
| 16.01.  | Australian Open Melbourne, Australien Grand Slam – A$ Hartplatz – 128E/96Q/64D/32M                                                                           | Swetlana Kusnezowa Wera Swonarjowa            | Sara Errani Roberta Vinci           | 5:7, 6:4, 6:3         |
| 16.01.  | Australian Open Melbourne, Australien Grand Slam – A$ Hartplatz – 128E/96Q/64D/32M                                                                           | Bethanie Mattek-Sands Horia Tecău             | Jelena Wesnina Leander Paes         | 6:3, 5:7, [10:3]      |
| 30.01.  | Fed Cup, 1. Runde Moskau, Russland Hartplatz Halle Charleroi, Belgien Hartplatz Halle Biella, Italien Sandplatz Halle Stuttgart, Deutschland Hartplatz Halle | Russland Serbien Italien Tschechien           | Spanien Belgien Ukraine Deutschland | 3:2 4:1               |

### Februar
| Datum 1 | Turnier | Siegerin                         | Finalgegnerin                                 | Ergebnis              |
| ------- | --- | -------------------------------- | --------------------------------------------- | --------------------- |
| 06.02.  | PTT Pattaya Open Pattaya, Thailand International – 220.000 $ Hartplatz – 32E/16Q/16D                          | Daniela Hantuchová               | Marija Kirilenko                              | 6:74, 6:3, 6:3        |
| 06.02.  | PTT Pattaya Open Pattaya, Thailand International – 220.000 $ Hartplatz – 32E/16Q/16D                          | Sania Mirza Anastasia Rodionova  | Chan Hao-ching Chan Yung-jan                  | 3:6, 6:1, [10:8]      |
| 06.02.  | Open GDF Suez (Halle) Paris, Frankreich Premier – 637.000 $ Hartplatz – 30E/32Q/16D                           | Angelique Kerber                 | Marion Bartoli                                | 7:63, 5:7, 6:3        |
| 06.02.  | Open GDF Suez (Halle) Paris, Frankreich Premier – 637.000 $ Hartplatz – 30E/32Q/16D                           | Liezel Huber Lisa Raymond        | Anna-Lena Grönefeld Petra Martić              | 7:63, 6:1             |
| 12.02.  | Qatar Total Open Doha, Katar Premier 5 – 2.168.400 $ Hartplatz – 56E/32Q/26D                                  | Wiktoryja Asaranka               | Samantha Stosur                               | 6:1, 6:2              |
| 12.02.  | Qatar Total Open Doha, Katar Premier 5 – 2.168.400 $ Hartplatz – 56E/32Q/26D                                  | Liezel Huber Lisa Raymond        | Raquel Kops-Jones Abigail Spears              | 6:3, 6:1              |
| 12.02.  | XX Copa BBVA Colsanitas Bogotá, Kolumbien International – 220.000 $ Sandplatz (rot) – 32E/25Q/16D             | Lara Arruabarrena-Vecino         | Alexandra Panowa                              | 6:2, 7:5              |
| 12.02.  | XX Copa BBVA Colsanitas Bogotá, Kolumbien International – 220.000 $ Sandplatz (rot) – 32E/25Q/16D             | Alexandra Panowa Eva Birnerová   | Mandy Minella Stefanie Vögele                 | 6:2, 6:2              |
| 20.02.  | Memphis WTA International Event Memphis, Vereinigte Staaten International – 220.000 $ Hartplatz – 32E/16Q/16D | Sofia Arvidsson                  | Marina Eraković                               | 6:3, 6:4              |
| 20.02.  | Memphis WTA International Event Memphis, Vereinigte Staaten International – 220.000 $ Hartplatz – 32E/16Q/16D | Andrea Hlaváčková Lucie Hradecká | Wera Duschewina Wolha Hawarzowa               | 6:3, 6:4              |
| 20.02.  | Dubai Duty Free Championships Dubai, Vereinigte Arabische Emirate Premier – 2.000.000 $ Hartplatz 28E/32Q/16D | Agnieszka Radwańska              | Julia Görges                                  | 7:5, 6:4              |
| 20.02.  | Dubai Duty Free Championships Dubai, Vereinigte Arabische Emirate Premier – 2.000.000 $ Hartplatz 28E/32Q/16D | Liezel Huber Lisa Raymond        | Sania Mirza Jelena Wesnina                    | 6:2, 6:1              |
| 20.02.  | Whirlpool Monterrey Open Monterrey, Mexiko International – 220.000 $ Hartplatz – 32E/32Q/16D                  | Tímea Babos                      | Alexandra Cadanțu                             | 6:4, 6:4              |
| 20.02.  | Whirlpool Monterrey Open Monterrey, Mexiko International – 220.000 $ Hartplatz – 32E/32Q/16D                  | Sara Errani Roberta Vinci        | Kimiko Date Krumm Zhang Shuai                 | 6:2, 7:66             |
| 27.02.  | Abierto Mexicano TELCEL Acapulco, Mexiko International – 220.000 $ Sandplatz (rot) – 32E/32Q/16D              | Sara Errani                      | Flavia Pennetta                               | 5:7, 7:62, 6:0        |
| 27.02.  | Abierto Mexicano TELCEL Acapulco, Mexiko International – 220.000 $ Sandplatz (rot) – 32E/32Q/16D              | Sara Errani Roberta Vinci        | Lourdes Domínguez Lino Arantxa Parra Santonja | 6:2, 6:1              |
| 27.02.  | BMW Malaysia Open Kuala Lumpur, Malaysia International – 220.000 $ Hartplatz – 32E/31Q/16D                    | Hsieh Su-wei                     | Petra Martić                                  | 2:6, 7:5, 4:1 Aufgabe |
| 27.02.  | BMW Malaysia Open Kuala Lumpur, Malaysia International – 220.000 $ Hartplatz – 32E/31Q/16D                    | Chang Kai-chen Chuang Chia-jung  | Chan Hao-ching Rika Fujiwara                  | 7:5, 6:4              |

### März
| Datum 1 | Turnier                                                                                                   | Siegerin                       | Finalgegnerin              | Ergebnis          |
| ------- | --- | ------------------------------ | -------------------------- | ----------------- |
| 05.03.  | BNP Paribas Open Indian Wells, Vereinigte Staaten Premier Mandatory – 4.828.050 $ Hartplatz – 96E/48Q/32D | Wiktoryja Asaranka             | Marija Scharapowa          | 6:2, 6:3          |
| 05.03.  | BNP Paribas Open Indian Wells, Vereinigte Staaten Premier Mandatory – 4.828.050 $ Hartplatz – 96E/48Q/32D | Liezel Huber Lisa Raymond      | Sania Mirza Jelena Wesnina | 6:2, 6:3          |
| 19.03.  | Sony Ericsson Open Miami, Vereinigte Staaten Premier Mandatory – 4.828.050 $ Hartplatz – 96E/48Q/32D      | Agnieszka Radwańska            | Marija Scharapowa          | 7:5, 6:4          |
| 19.03.  | Sony Ericsson Open Miami, Vereinigte Staaten Premier Mandatory – 4.828.050 $ Hartplatz – 96E/48Q/32D      | Marija Kirilenko Nadja Petrowa | Sara Errani Roberta Vinci  | 7:60, 4:6, [10:4] |

### April
| Datum 1 | Turnier | Siegerin                                    | Finalgegnerin                               | Ergebnis          |
| ------- | --- | ------------------------------------------- | ------------------------------------------- | ----------------- |
| 02.04.  | Family Circle Cup Charleston, Vereinigte Staaten Premier – 740.000 $ Sandplatz (grün) – 56E/48Q/16D           | Serena Williams                             | Lucie Šafářová                              | 6:0, 6:1          |
| 02.04.  | Family Circle Cup Charleston, Vereinigte Staaten Premier – 740.000 $ Sandplatz (grün) – 56E/48Q/16D           | Anastassija Pawljutschenkowa Lucie Šafářová | Anabel Medina Garrigues Jaroslawa Schwedowa | 5:7, 6:4, [10:6]  |
| 09.04.  | e-Boks Sony Ericsson Open (Halle) Kopenhagen, Dänemark International – 220.000 $ Hartplatz – 32E/32Q/16D      | Angelique Kerber                            | Caroline Wozniacki                          | 6:4, 6:4          |
| 09.04.  | e-Boks Sony Ericsson Open (Halle) Kopenhagen, Dänemark International – 220.000 $ Hartplatz – 32E/32Q/16D      | Kimiko Date Krumm Rika Fujiwara             | Sofia Arvidsson Kaia Kanepi                 | 6:2, 4:6, [10:5]  |
| 09.04.  | Barcelona Ladies Open Barcelona, Spanien International – 220.000 $ Sandplatz (rot) – 32E/32Q/16D              | Sara Errani                                 | Dominika Cibulková                          | 6:2, 6:2          |
| 09.04.  | Barcelona Ladies Open Barcelona, Spanien International – 220.000 $ Sandplatz (rot) – 32E/32Q/16D              | Sara Errani Roberta Vinci                   | Flavia Pennetta Francesca Schiavone         | 6:0, 6:2          |
| 16.04.  | Fed Cup, Halbfinale Moskau, Russland Sandplatz Halle Ostrava, Tschechien Hartplatz Halle                      | Serbien Tschechien                          | Russland Italien                            | 3:2 4:1           |
| 23.04.  | Grand Prix SAR La Princesse Lalla Meryem Fès, Marokko International – 220.000 $ Sandplatz (rot) – 32E/27Q/16D | Kiki Bertens                                | Laura Pous Tió                              | 7:5, 6:0          |
| 23.04.  | Grand Prix SAR La Princesse Lalla Meryem Fès, Marokko International – 220.000 $ Sandplatz (rot) – 32E/27Q/16D | Petra Cetkovská Alexandra Panowa            | Irina-Camelia Begu Alexandra Cadanțu        | 3:6, 7:65, [11:9] |
| 23.04.  | Porsche Tennis Grand Prix (Halle) Stuttgart, Deutschland Premier – 740.000 $ Sandplatz (rot) – 28E/32Q/16D    | Marija Scharapowa                           | Wiktoryja Asaranka                          | 6:1, 6:4          |
| 23.04.  | Porsche Tennis Grand Prix (Halle) Stuttgart, Deutschland Premier – 740.000 $ Sandplatz (rot) – 28E/32Q/16D    | Iveta Benešová Barbora Záhlavová-Strýcová   | Julia Görges Anna-Lena Grönefeld            | 6:4, 7:5          |
| 30.04.  | Budapest Grand Prix Budapest, Ungarn International – 220.000 $ Sandplatz (rot) – 32E/16Q/16D                  | Sara Errani                                 | Jelena Wesnina                              | 7:5, 6:4          |
| 30.04.  | Budapest Grand Prix Budapest, Ungarn International – 220.000 $ Sandplatz (rot) – 32E/16Q/16D                  | Janette Husárová Magdaléna Rybáriková       | Eva Birnerová Michaëlla Krajicek            | 6:4, 6:2          |
| 30.04.  | Estoril Open Oeiras, Portugal International – 220.000 $ Sandplatz (rot) – 32E/32Q/16D                         | Kaia Kanepi                                 | Carla Suárez Navarro                        | 3:6, 7:66, 6:4    |
| 30.04.  | Estoril Open Oeiras, Portugal International – 220.000 $ Sandplatz (rot) – 32E/32Q/16D                         | Zhang Shuai Chuang Chia-jung                | Jaroslawa Schwedowa Galina Woskobojewa      | 4:6. 6:1, [11:9]  |

### Mai
| Datum 1 | Turnier | Sieger(in)                           | Finalgegner(in)                        | Ergebnis          |
| ------- | --- | ------------------------------------ | -------------------------------------- | ----------------- |
| 07.05   | Mutua Madrid Open Madrid, Spanien Premier Mandatory – 3.755.140 € Sandplatz (blau) – 64E/32Q/28D           | Serena Williams                      | Wiktoryja Asaranka                     | 6:1, 6:3          |
| 07.05   | Mutua Madrid Open Madrid, Spanien Premier Mandatory – 3.755.140 € Sandplatz (blau) – 64E/32Q/28D           | Sara Errani Roberta Vinci            | Jekaterina Makarowa Jelena Wesnina     | 6:1, 3:6, [10:4]  |
| 14.05   | Internazionali BNL d’Italia Rom, Italien Premier 5 – 2.168.400 $ Sandplatz (rot) – 56E/32Q/28D             | Marija Scharapowa                    | Li Na                                  | 4:6, 6:4, 7:65    |
| 14.05   | Internazionali BNL d’Italia Rom, Italien Premier 5 – 2.168.400 $ Sandplatz (rot) – 56E/32Q/28D             | Sara Errani Roberta Vinci            | Jekaterina Makarowa Jelena Wesnina     | 6:2, 7:5          |
| 21.05.  | Brussels Open Brüssel, Belgien Premier – 637.000 $ Sandplatz (rot) – 30E/28Q/16D                           | Agnieszka Radwańska                  | Simona Halep                           | 7:5, 6:0          |
| 21.05.  | Brussels Open Brüssel, Belgien Premier – 637.000 $ Sandplatz (rot) – 30E/28Q/16D                           | Bethanie Mattek-Sands Sania Mirza    | Alicja Rosolska Zheng Jie              | 6:3, 6:2          |
| 21.05.  | Internationaux de Strasbourg Straßburg, Frankreich International – 220.000 $ Sandplatz (rot) – 32E/30Q/15D | Francesca Schiavone                  | Alizé Cornet                           | 6:4, 6:4          |
| 21.05.  | Internationaux de Strasbourg Straßburg, Frankreich International – 220.000 $ Sandplatz (rot) – 32E/30Q/15D | Wolha Hawarzowa Klaudia Jans-Ignacik | Natalie Grandin Vladimíra Uhlířová     | 6:74, 6:3, [10:3] |
| 28.05.  | French Open Paris, Frankreich Grand Slam – 18.718.000 € Sandplatz (rot) – 128E/96Q/64D/32M                 | Marija Scharapowa                    | Sara Errani                            | 6:3, 6:2          |
| 28.05.  | French Open Paris, Frankreich Grand Slam – 18.718.000 € Sandplatz (rot) – 128E/96Q/64D/32M                 | Sara Errani Roberta Vinci            | Marija Kirilenko Nadja Petrowa         | 4:6, 6:4, 6:2     |
| 28.05.  | French Open Paris, Frankreich Grand Slam – 18.718.000 € Sandplatz (rot) – 128E/96Q/64D/32M                 | Sania Mirza Mahesh Bhupathi          | Klaudia Jans-Ignacik Santiago González | 7:63, 6:1         |

### Juni
| Datum 1 | Turnier                                                                                                   | Sieger(in)                                         | Finalgegner(in)                  | Ergebnis          |
| ------- | --- | -------------------------------------------------- | -------------------------------- | ----------------- |
| 11.06.  | Nürnberger Gastein Ladies Bad Gastein, Österreich International – 220.000 $ Sandplatz (rot) – 32E/16Q/16D | Alizé Cornet                                       | Yanina Wickmayer                 | 7:5, 7:61         |
| 11.06.  | Nürnberger Gastein Ladies Bad Gastein, Österreich International – 220.000 $ Sandplatz (rot) – 32E/16Q/16D | Jill Craybas Julia Görges                          | Anna-Lena Grönefeld Petra Martić | 6:74, 6:4, [11:9] |
| 11.06.  | AEGON Classic Birmingham, Großbritannien International – 220.000 $ Rasen – 56E/32Q/16D                    | Melanie Oudin                                      | Jelena Janković                  | 6:4, 6:2          |
| 11.06.  | AEGON Classic Birmingham, Großbritannien International – 220.000 $ Rasen – 56E/32Q/16D                    | Tímea Babos Hsieh Su-wei                           | Liezel Huber Lisa Raymond        | 7:5, 6:72, [10:8] |
| 18.06.  | AEGON International Eastbourne, Großbritannien Premier – 637.000 $ Rasen – 32E/28Q/16D                    | Tamira Paszek                                      | Angelique Kerber                 | 5:7, 6:3, 7:5     |
| 18.06.  | AEGON International Eastbourne, Großbritannien Premier – 637.000 $ Rasen – 32E/28Q/16D                    | Nuria Llagostera Vives María José Martínez Sánchez | Liezel Huber Lisa Raymond        | 6:4, Aufgabe      |
| 18.06.  | UNICEF Open ’s-Hertogenbosch, Niederlande International – 220.000 $ Rasen – 32E/16Q/16D                   | Nadja Petrowa                                      | Urszula Radwańska                | 6:4, 6:3          |
| 18.06.  | UNICEF Open ’s-Hertogenbosch, Niederlande International – 220.000 $ Rasen – 32E/16Q/16D                   | Sara Errani Roberta Vinci                          | Marija Kirilenko Nadja Petrowa   | 6:4, 3:6, [11:9]  |
| 25.06.  | Wimbledon Championships London, Großbritannien Grand Slam – £ Rasen – 128E/96Q/64D/32M                    | Serena Williams                                    | Agnieszka Radwańska              | 6:1, 5:7, 6:2     |
| 25.06.  | Wimbledon Championships London, Großbritannien Grand Slam – £ Rasen – 128E/96Q/64D/32M                    | Serena Williams Venus Williams                     | Andrea Hlaváčková Lucie Hradecká | 7:5, 6:4          |
| 25.06.  | Wimbledon Championships London, Großbritannien Grand Slam – £ Rasen – 128E/96Q/64D/32M                    | Lisa Raymond Mike Bryan                            | Jelena Wesnina Leander Paes      | 6:3, 5:7, 6:4     |

### Juli
| Datum 1 | Turnier                                                                                           | Sieger(in)                                 | Finalgegner(in)                   | Ergebnis         |
| ------- | ------------------------------------------------------------------------------------------------- | ------------------------------------------ | --------------------------------- | ---------------- |
| 09.07.  | Bank of the West Classic Stanford, Vereinigte Staaten Premier – 740.000 $ Hartplatz – 28E/16Q/15D | Serena Williams                            | Coco Vandeweghe                   | 7:5, 6:3         |
| 09.07.  | Bank of the West Classic Stanford, Vereinigte Staaten Premier – 740.000 $ Hartplatz – 28E/16Q/15D | Marina Eraković Heather Watson             | Jarmila Gajdošová Vania King      | 7:5, 7:67        |
| 09.07.  | XXV Italiacom Open Palermo, Italien International – 220.000 $ Sandplatz (rot) – 32E/32Q/16D       | Sara Errani                                | Barbora Záhlavová-Strýcová        | 6:1, 6:3         |
| 09.07.  | XXV Italiacom Open Palermo, Italien International – 220.000 $ Sandplatz (rot) – 32E/32Q/16D       | Renata Voráčová Barbora Záhlavová-Strýcová | Darija Jurak Katalin Marosi       | 7:65, 6:4        |
| 16.07.  | Mercury Insurance Open San Diego, Vereinigte Staaten Premier – 740.000 $ Hartplatz – 28E/16Q/16D  | Dominika Cibulková                         | Marion Bartoli                    | 6:1, 7:5         |
| 16.07.  | Mercury Insurance Open San Diego, Vereinigte Staaten Premier – 740.000 $ Hartplatz – 28E/16Q/16D  | Raquel Kops-Jones Abigail Spears           | Vania King Nadja Petrowa          | 6:2, 6:4         |
| 16.07.  | Sony Swedish Open Båstad, Schweden International – 220.000 $ Sandplatz (rot) – 32E/32Q/16D        | Polona Hercog                              | Mathilde Johansson                | 0:6, 6:4, 7:5    |
| 16.07.  | Sony Swedish Open Båstad, Schweden International – 220.000 $ Sandplatz (rot) – 32E/32Q/16D        | Catalina Castaño Mariana Duque Mariño      | Eva Hrdinová Mervana Jugić-Salkić | 6:4, 5:7, [10:6] |
| 23.07.  | Baku Cup Baku, Aserbaidschan International – 220.000 $ Hartplatz – 32E/12Q/16D                    | Bojana Jovanovski                          | Julia Cohen                       | 6:3, 6:1         |
| 23.07.  | Baku Cup Baku, Aserbaidschan International – 220.000 $ Hartplatz – 32E/12Q/16D                    | Iryna Burjatschok Walerija Solowjowa       | Eva Birnerová Alberta Brianti     | 6:3, 6:2         |
| 30.07.  | Olympische Sommerspiele London London, Großbritannien Olympische Spiele Rasen – 64E/31D/16M       | Serena Williams                            | Marija Scharapowa                 | 6:0, 6:1         |
| 30.07.  | Olympische Sommerspiele London London, Großbritannien Olympische Spiele Rasen – 64E/31D/16M       | Wiktoryja Asaranka                         | Marija Kirilenko                  | 6:3, 6:4         |
| 30.07.  | Olympische Sommerspiele London London, Großbritannien Olympische Spiele Rasen – 64E/31D/16M       | Serena Williams Venus Williams             | Andrea Hlaváčková Lucie Hradecká  | 6:4, 6:4         |
| 30.07.  | Olympische Sommerspiele London London, Großbritannien Olympische Spiele Rasen – 64E/31D/16M       | Marija Kirilenko Nadja Petrowa             | Liezel Huber Lisa Raymond         | 4:6, 6:4, 6:1    |
| 30.07.  | Olympische Sommerspiele London London, Großbritannien Olympische Spiele Rasen – 64E/31D/16M       | Wiktoryja Asaranka Maks Mirny              | Laura Robson Andy Murray          | 2:6, 6:3, [10:8] |
| 30.07.  | Olympische Sommerspiele London London, Großbritannien Olympische Spiele Rasen – 64E/31D/16M       | Lisa Raymond Mike Bryan                    | Sabine Lisicki Christopher Kas    | 6:3, 4:6, [10:4] |
| 30.07.  | Citi Open Washington D.C., Vereinigte Staaten International – 220.000 $ Hartplatz – 32E/16Q/16D   | Magdaléna Rybáriková                       | Anastassija Pawljutschenkowa      | 6:1, 6:1         |
| 30.07.  | Citi Open Washington D.C., Vereinigte Staaten International – 220.000 $ Hartplatz – 32E/16Q/16D   | Shuko Aoyama Kai-Chen Chang                | Irina Falconi Chanelle Scheepers  | 7:5, 6:2         |

### August
| Datum 1 | Turnier                                                                                                | Sieger(in)                               | Finalgegner(in)                  | Ergebnis           |
| ------- | --- | ---------------------------------------- | -------------------------------- | ------------------ |
| 06.08.  | Rogers Cup presented by National Bank Montreal, Kanada Premier 5 – 2.168.400 $ Hartplatz – 48E/56Q/28D | Petra Kvitová                            | Li Na                            | 7:5, 2:6, 6:3      |
| 06.08.  | Rogers Cup presented by National Bank Montreal, Kanada Premier 5 – 2.168.400 $ Hartplatz – 48E/56Q/28D | Klaudia Jans-Ignacik Kristina Mladenovic | Nadja Petrowa Katarina Srebotnik | 7:5, 2:6, [10:7]   |
| 13.08.  | Western & Southern Open Cincinnati, Vereinigte Staaten Premier 5 – 2.168.400 $ Hartplatz – 55E/48Q/28D | Li Na                                    | Angelique Kerber                 | 1:6, 6:3, 6:1      |
| 13.08.  | Western & Southern Open Cincinnati, Vereinigte Staaten Premier 5 – 2.168.400 $ Hartplatz – 55E/48Q/28D | Andrea Hlaváčková Lucie Hradecká         | Katarina Srebotnik Zheng Jie     | 6:1, 6:3           |
| 20.08.  | Texas Tennis Open Dallas, Vereinigte Staaten International – 220.000 $ Hartplatz – 30E/16Q/16D         | Roberta Vinci                            | Jelena Janković                  | 7:5, 6:3           |
| 20.08.  | Texas Tennis Open Dallas, Vereinigte Staaten International – 220.000 $ Hartplatz – 30E/16Q/16D         | Marina Eraković Heather Watson           | Līga Dekmeijere Irina Falconi    | 6:3, 6:0           |
| 20.08.  | New Haven Open at Yale New Haven, Vereinigte Staaten Premier – 637.000 $ Hartplatz – 30E/32Q/16D       | Petra Kvitová                            | Marija Kirilenko                 | 7:69, 7:5          |
| 20.08.  | New Haven Open at Yale New Haven, Vereinigte Staaten Premier – 637.000 $ Hartplatz – 30E/32Q/16D       | Liezel Huber Lisa Raymond                | Andrea Hlaváčková Lucie Hradecká | 4:6, 6:0, [10:4]   |
| 27.08.  | US Open New York, Vereinigte Staaten Grand Slam – $ Hartplatz – 128E/96Q/64D/32M                       | Serena Williams                          | Wiktoryja Asaranka               | 6:2, 2:6, 7:5      |
| 27.08.  | US Open New York, Vereinigte Staaten Grand Slam – $ Hartplatz – 128E/96Q/64D/32M                       | Sara Errani Roberta Vinci                | Andrea Hlaváčková Lucie Hradecká | 6:4, 6:2           |
| 27.08.  | US Open New York, Vereinigte Staaten Grand Slam – $ Hartplatz – 128E/96Q/64D/32M                       | Jekaterina Makarowa Bruno Soares         | Květa Peschke Marcin Matkowski   | 6:78, 6:1, [12:10] |

### September
| Datum 1 | Turnier | Siegerin                          | Finalgegnerin                      | Ergebnis           |
| ------- | --- | --------------------------------- | ---------------------------------- | ------------------ |
| 10.09.  | Tashkent Open Taschkent, Usbekistan International – 220.000 $ Hartplatz – 32E/32Q/16D                            | Irina-Camelia Begu                | Donna Vekić                        | 6:4, 6:4           |
| 10.09.  | Tashkent Open Taschkent, Usbekistan International – 220.000 $ Hartplatz – 32E/32Q/16D                            | Paula Kania Polina Pechowa        | Anna Tschakwetadse Wesna Dolonz    | 6:2, Aufgabe       |
| 10.09.  | Challenge Bell Québec, Kanada International – 220.000 $ Teppich – 32E/32Q/16D                                    | Kirsten Flipkens                  | Lucie Hradecká                     | 6:1, 7:5           |
| 10.09.  | Challenge Bell Québec, Kanada International – 220.000 $ Teppich – 32E/32Q/16D                                    | Tatjana Malek Kristina Mladenovic | Alicja Rosolska Heather Watson     | 7:65, 6:76, [10:7] |
| 17.09.  | GRC Bank Guangzhou International Women’s Open Guangzhou, China International – 220.000 $ Hartplatz – 32E/32Q/16D | Hsieh Su-wei                      | Laura Robson                       | 6:3, 5:7, 6:4      |
| 17.09.  | GRC Bank Guangzhou International Women’s Open Guangzhou, China International – 220.000 $ Hartplatz – 32E/32Q/16D | Tamarine Tanasugarn Zhang Shuai   | Jarmila Gajdošová Monica Niculescu | 2:6, 6:2, [10:8]   |
| 17.09.  | KDB Korea Open Seoul, Südkorea International – 220.000 $ Hartplatz – 32E/32Q/16D                                 | Caroline Wozniacki                | Kaia Kanepi                        | 6:1, 6:0           |
| 17.09.  | KDB Korea Open Seoul, Südkorea International – 220.000 $ Hartplatz – 32E/32Q/16D                                 | Raquel Kops-Jones Abigail Spears  | Oqgul Omonmurodova Vania King      | 2:6, 6:2, [10:8]   |
| 24.09.  | Toray Pan Pacific Open Tokio, Japan Premier 5 – 2.168.400 $ Hartplatz – 56E/32Q/16D                              | Nadja Petrowa                     | Agnieszka Radwańska                | 6:0, 1:6, 6:3      |
| 24.09.  | Toray Pan Pacific Open Tokio, Japan Premier 5 – 2.168.400 $ Hartplatz – 56E/32Q/16D                              | Raquel Kops-Jones Abigail Spears  | Anna-Lena Grönefeld Květa Peschke  | 6:1, 6:4           |

### Oktober
| Datum 1 | Turnier | Siegerin                           | Finalgegnerin                           | Ergebnis        |
| ------- | --- | ---------------------------------- | --------------------------------------- | --------------- |
| 01.10.  | China Open Peking, China Premier Mandatory – 4.828.050 $ Hartplatz – 60E/32Q/28D                                         | Wiktoryja Asaranka                 | Marija Scharapowa                       | 6:3, 6:1        |
| 01.10.  | China Open Peking, China Premier Mandatory – 4.828.050 $ Hartplatz – 60E/32Q/28D                                         | Jekaterina Makarowa Jelena Wesnina | Nuria Llagostera Vives Sania Mirza      | 7:5, 7:5        |
| 08.10.  | Generali Ladies Linz presented by voestalpine (Halle) Linz, Österreich International – 220.000 $ Hartplatz – 32E/32Q/16D | Wiktoryja Asaranka                 | Julia Görges                            | 6:3, 6:4        |
| 08.10.  | Generali Ladies Linz presented by voestalpine (Halle) Linz, Österreich International – 220.000 $ Hartplatz – 32E/32Q/16D | Anna-Lena Grönefeld Květa Peschke  | Julia Görges Barbora Záhlavová-Strýcová | 6:3, 6:4        |
| 08.10.  | HP Japan Women’s Tennis Open Osaka, Japan International – 220.000 $ Hartplatz – 32E/32Q/16D                              | Heather Watson                     | Kai-chen Chang                          | 7:5, 5:7, 7:64  |
| 08.10.  | HP Japan Women’s Tennis Open Osaka, Japan International – 220.000 $ Hartplatz – 32E/32Q/16D                              | Raquel Kops-Jones Abigail Spears   | Kimiko Date Krumm Heather Watson        | 6:1, 6:4        |
| 15.10.  | Kremlin Cup (Halle) Moskau, Russland Premier – 740.000 $ Hartplatz – 28E/32Q/16D                                         | Caroline Wozniacki                 | Samantha Stosur                         | 6:2, 4:6, 7:5   |
| 15.10.  | Kremlin Cup (Halle) Moskau, Russland Premier – 740.000 $ Hartplatz – 28E/32Q/16D                                         | Jekaterina Makarowa Jelena Wesnina | Marija Kirilenko Nadja Petrowa          | 6:3, 1:6 [10:8] |
| 15.10.  | BGL BNP PARIBAS Luxembourg Open (Halle) Luxemburg (Stadt), Luxemburg International – 220.000 $ Hartplatz – 32E/30Q/16D   | Venus Williams                     | Monica Niculescu                        | 6:2, 6:3        |
| 15.10.  | BGL BNP PARIBAS Luxembourg Open (Halle) Luxemburg (Stadt), Luxemburg International – 220.000 $ Hartplatz – 32E/30Q/16D   | Andrea Hlaváčková Lucie Hradecká   | Irina-Camelia Begu Monica Niculescu     | 6:3, 6:4        |
| 22.10.  | WTA Championships (Halle) Istanbul, Türkei Jahresendveranstaltung – 4.900.000 $ Hartplatz – 8E/4D                        | Serena Williams                    | Marija Scharapowa                       | 6:4, 6:3        |
| 22.10.  | WTA Championships (Halle) Istanbul, Türkei Jahresendveranstaltung – 4.900.000 $ Hartplatz – 8E/4D                        | Marija Kirilenko Nadja Petrowa     | Andrea Hlaváčková Lucie Hradecká        | 6:1, 6:4        |
| 29.10.  | Qatar Airways Tournament of Champions (Halle) Sofia, Bulgarien Jahresendveranstaltung – 750.000 $ Hartplatz – 8E         | Nadja Petrowa                      | Caroline Wozniacki                      | 6:2, 6:1        |
| 29.10.  | Fed Cup, Finale | Tschechien                         | Serbien                                 | 3:1             |

## Rücktritte
Die folgenden Spielerinnen beendeten 2012 ihre Tenniskarriere:
- Kim Clijsters – 30. August 2012[3]
- Gisela Dulko – 19. November 2012[4]

## Geldrangliste
Stand zum Saisonende am 5. November 2012 (Preisgeld in US-Dollar):
| Platz | Spielerin           | Einzel    | Doppel  | Mixed  | Gesamt    |
| ----- | ------------------- | --------- | ------- | ------ | --------- |
| 1.    | Wiktoryja Asaranka  | 7.312.651 | 7.130   | 4.139  | 7.923.920 |
| 2.    | Serena Williams     | 6.828.831 | 214.725 | 2.419  | 7.045.975 |
| 3.    | Marija Scharapowa   | 6.308.296 |         |        | 6.508.296 |
| 4.    | Agnieszka Radwańska | 3.803.819 | 47.723  |        | 4.101.542 |
| 5.    | Sara Errani         | 2.181.948 | 926.618 | 2.070  | 3.110.636 |
| 6.    | Petra Kvitová       | 2.127.402 | 5.473   |        | 2.732.845 |
| 7.    | Caroline Wozniacki  | 1.408.240 | 430     |        | 2.408.670 |
| 8.    | Li Na               | 1.880.646 |         |        | 2.280.646 |
| 9.    | Angelique Kerber    | 1.938.436 | 31.856  | 2.070  | 1.972.362 |
| 10.   | Samantha Stosur     | 1.490.602 | 45.582  |        | 1.936.184 |
| 11.   | Nadja Petrowa       | 1.164.337 | 601.229 | 4.427  | 1.769.993 |
| 12.   | Roberta Vinci       | 806.001   | 929.243 | 22.047 | 1.757.291 |
| 13.   | Marion Bartoli      | 1.226.185 |         |        | 1.551.185 |
| 14.   | Marija Kirilenko    | 757.000   | 570.054 |        | 1.327.054 |
| 15.   | Jekaterina Makarowa | 598.457   | 388.750 | 77.070 | 1.064.277 |
| 16.   | Ana Ivanović        | 1.001.752 |         |        | 1.001.752 |
| 17.   | Lucie Hradecká      | 393.046   | 538.031 | 19.427 | 950.504   |
| 18.   | Julia Görges        | 749.571   | 130.888 | 10.858 | 891.317   |
| 19.   | Jelena Wesnina      | 251.752   | 480.143 | 97.049 | 828.944   |
| 20.   | Andrea Hlaváčková   | 262.412   | 539.356 | 15.177 | 816.945   |